# Інцидент захоплення Йодого

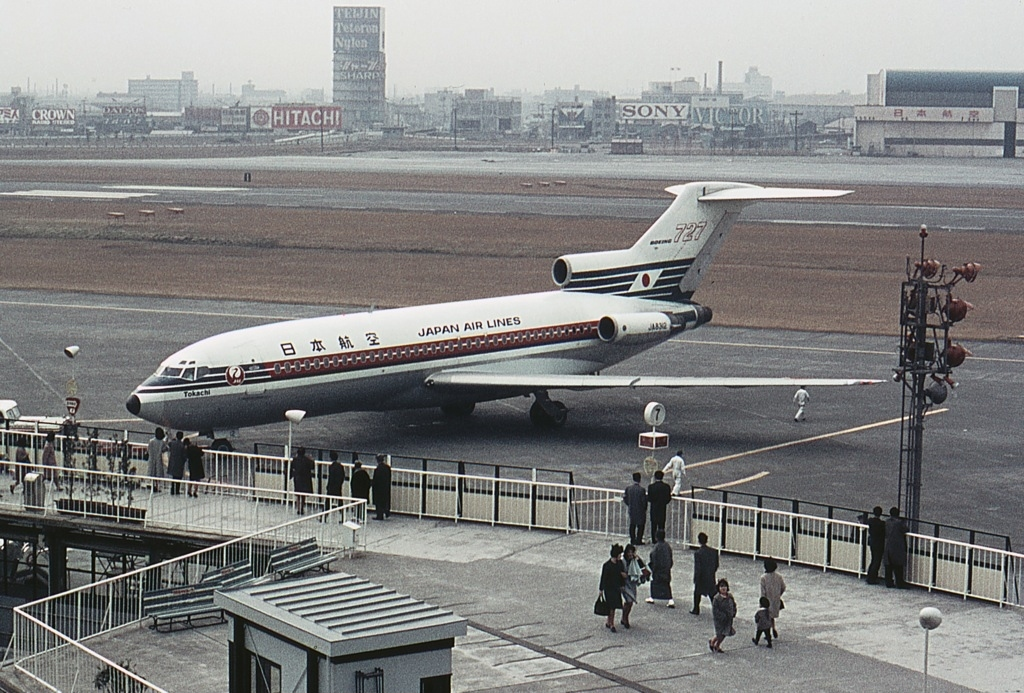
Boeing 727 авіакомпанії JAL, ідентичний захопленому.

Рейс 351 авіакомпанії Japan Airlines було захоплено дев'ятьма членами фракції Червоної армії Японії (попередник японської Червоної армії) 31 березня 1970 р. під час польоту з Токіо в Фукуоку в інциденті, про який зазвичай згадується в Японії як Інцидент захоплення Йодого (яп. よど号ハイジャック事件, Yodogō Haijakku Jiken). Врешті літак посадили в аеропорті Мірім в Пхеньяні.

## Захоплення
Озброєні катанами і трубчастими бомбами, нальотчики взяли 129 заручників (122 пасажирів і сім членів екіпажу), вивільняючи з них 21 в аеропорті Фукуока, а потім приземлився в Сеульському аеропорті Гімпу (після невдалої спроби південнокорейського уряду, замаскувати аеропорт, щоб склалося враження, що літак приземлився в Північній Кореї). Заступник міністра транспорту Японії Сінджіро Ямамура зголосився зайняти місце інших заручників, і викрадачі прийняли. Потім вони переїхали до аеропорту Мірім в Пхеньяні, а Ямамура став заручником, де вони здалися владі Північної Кореї, яка запропонувала всій групі притулок. Мотивом викрадачів було перебратися до Північної Кореї.
Використовуючи Північну Корею як базу, вони думали, що можуть сприяти повстанню в Південній Кореї та в інших регіонах Східної Азії.  Літак, на борту якого були віцеміністр Ямамура та решта членів екіпажу, був звільнений через два дні і повернутий до аеропорту Ханеда 5 квітня о 9:39.

## Пізніші події
Ймовірним замовником викрадення, який не брав участі у фактичній операції, був Такая Сіомі. Сіомі був заарештований, засуджений і відбув майже 20 років в'язниці в Японії. Після звільнення в 1989 р. страждав від поганого самопочуття, Сіомі влаштувався на низькооплачувану роботу службовцем на багаторівневій автостоянці в Кійосе, Токіо, де він працював до 2008 року. Він сказав, що вони мали намір поїхати на Кубу через Північну Корею. Він приєднався до антибазового руху в Окінаві та антиядерної кампанії і написав кілька книг, пов'язаних з фракцією Червоної Армії. У квітні 2015 року він брав участь у виборах до міських зборів у Кійосе, проводячи агітацію на платформі проти Абе та проти міської політики, яка «знущається з людьми похилого віку». Він помер 14 листопада 2017 року від серцевої недостатності в токійській лікарні.
Моріакі Вакабаясі був першим учасником (бас-гітаристом) в авангардному рок-гурті Les Rallizes Dénudés. У березні 2010 року в інтерв'ю Kyodo News Вакабаясі заявив, що викрадення було «егоїстичним і пихатим» вчинком. Вакабаясі додав, що він бажає повернутися в Японію і готовий до арешту та суду за свою роль у викраденні. У квітні 2014 року він був ще живий і проживав у Північній Кореї разом з іншими членами своєї групи.
У 1985 році Ясухіро Сібата повернувся в Японію таємно, щоб зібрати гроші для групи, був заарештований і засуджений до п'яти років ув'язнення. Йосімі Танака був заарештований у Таїланді з великою кількістю підроблених грошей і репатрійований до Японії в березні 2000 року, де його було засуджено; він помер до завершення терміну. Однак інші викрадачі залишаються на волі, повідомляє Національне агентство поліції Японії.
Лідер групи Такамаро Тамія помер у 1995 році, а Кінтаро Йошида десь до 1985 року. Такесі Окамото та його дружина Кіміко Фукудоме, ймовірно, були вбиті при спробі втекти з Північної Кореї. Такахіро Коніші, Сіро Акагі, Кіміхуро Уомото та Моріакі Вакабаясі все ще проживають у Північній Кореї; всі, крім Такесі Окамото, підтвердили, що вони були живі станом на 2004, коли вони брали інтерв'ю у Kyodo News. У червні 2004 року викрадачі, що залишились, звернулися до північнокорейської влади з проханням дозволити їм повернутися до Японії, навіть якщо вони будуть покарані за викрадення.

## Помітні пасажири
Майбутній римо-католицький архієпископ і кардинал Стівен Фуміо Хамао був одним із пасажирів рейсу. Ще одним пасажиром став Шигеакі Хінохара, який був одним із лікарів та освітян, що найдовше працювали у світі. Серед пасажирів також був директор «Пепсі» Герберт Брилл.